# Sergueï Dolmatov
Pour les articles homonymes, voir Dolmatov.
Sergueï Viktorovitch Dolmatov (en russe : Сергей Викторович Долматов ; né le 20 février 1959 à Kisseliovsk en Sibérie) est un grand maître international russe du jeu d'échecs et un ancien champion du monde junior.

## Carrière aux échecs
Né en URSS, le style de jeu de Dolmatov, entreprenant mais solide, le propulse à l'avant-scène du monde des échecs junior qui culmine avec le titre de champion du monde junior qu'il remporte en 1978 à Graz. Il obtient le titre de maître international la même année et celui de grand maître international en 1982.
Il remporte de nombreux tournois internationaux dans sa jeunesse, le tournoi IBM B d'Amsterdam 1979, Bucarest 1981, Hradec Králové 1981, Frounze 1983, Barcelone 1983 et Tallinn 1985. Sa seconde place derrière Vitali Tsechkovski dans le tournoi de catégorie 11 à Minsk en 1982 est aussi remarquable.
Il gagne encore le mémorial Tchigorine à Sotchi en 1988 et le tournoi de Hastings 1989-1990 et se qualifie comme candidat au championnat du monde d'échecs au tournoi interzonal de Manille en 1990, il est éliminé par Arthur Youssoupov en match l'année suivante. À cette époque, son classement Elo atteint son apogée à 2 600 points. Il ne parviendra plus à l'améliorer par la suite. Ses résultats dans la décennie suivante sont plus irréguliers et il se fait plus rare en tournoi.
Il remporte encore l'Open de Linares en 2000, mais à l'Open Aeroflot de Moscou en 2004, c'est surtout sa défaite en 19 coups contre le prodige norvégien Magnus Carlsen, 13 ans, qui est remarquée. 
Il conserve un classement Elo de 2 560 en septembre 2009, et contribue à des publications sur les ouvertures.
Dolmatov préfère les débuts ouverts avec les Blancs, et avec les Noirs, il pratique la défense hollandaise, la défense est-indienne et la défense française.

### Une partie
Dolmatov-Henley, New York, 1989,
1. e4 e6 2. d4 d5 3. Cc3 Fb4 4. e5 Ce7 5. a3 Fxc3+ 6. bxc3 c5 7. Cf3 Cbc6 8. Fe2 Da5 9. Fd2 cxd4 10. cxd4 Da4 11. Tb1 Cxd4 12. Fd3 Cdc6 13. 0-0 Dxa3 14. Tb3 Dc5 15. Fc1 Ca5 16. Fa3 Dc7 17. Fd6 Dd8 18. Tb4! f5 19. c4! Cac6 20. Tb2 0-0 21. cxd5 exd5 22. Fb1! b6 23. Fa2 Fe6 24. Cg5 Dd7 25. Td2 Rh8 26. Cxe6 Dxe6 27. Fxd5 Cxd5 28. Fxf8 Cc3 29. Td6! Dxe5 30. Df3 Txf8 31. Dxc6 Ce4 32. Te6! Dc5 33. Te8 Da3 34. Dc!8 1-0.